# Jessica Warner-Judd
Jessica Judd (née le 7 janvier 1995 à Rochford) est une athlète britannique, spécialiste du demi-fond.

## Biographie
Lors des championnats du monde juniors 2012, Jessica Judd remporte la médaille d'argent 800 mètres. Avec un temps de 2 min 00 s 96, elle s'incline face à l'Américaine Ajee Wilson.
Le 27 août 2017, elle décroche la médaille de bronze de l'Universiade à Taipei sur 5 000 m en 15 min 51 s 19.

## Palmarès
| Date | Compétition                            | Lieu       | Résultat | Épreuve          | Temps          |
| ---- | -------------------------------------- | ---------- | -------- | ---------------- | -------------- |
| 2011 | Championnats du monde jeunesse         | Lille      | 3e       | 800 m            | 2 min 03 s 43  |
| 2012 | Championnats du monde juniors          | Barcelone  | 2e       | 800 m            | 2 min 00 s 96  |
| 2013 | Championnats d'Europe par équipes      | Gateshead  | 1re      | 800 m            | 2 min 00 s 82  |
| 2017 | Universiade                            | Taipei     | 3e       | 5 000 m          | 15 min 51 s 19 |
| 2017 | Championnats d'Europe de cross-country | Šamorín    | 3e       | espoirs          | 20 min 45 s    |
| 2017 | Championnats d'Europe de cross-country | Šamorín    | 1re      | Par équipes esp. | 12 pts         |
| 2018 | Jeux du Commonwealth                   | Gold Coast | 14e      | 1 500 m          | 4 min 08 s 92  |
| 2019 | Universiade                            | Naples     | 1re      | 5 000 m          | 15 min 45 s 82 |
| 2019 | Championnats d'Europe par équipes      | Bydgoszcz  | 6e       | 1 500 m          | 4 min 09 s 89  |
| 2019 | Championnats d'Europe de cross-country | Lisbonne   | 6e       | seniors          | 28 min 05 s    |
| 2021 | Jeux olympiques                        | Tokyo      | 17e      | 10 000 m         | 31 min 56 s 80 |
| 2021 | Championnats d'Europe de cross-country | Dublin     | 4e       | seniors          | 27 min 1 s     |
| 2022 | Championnats du monde                  | Eugene     | 11e      | 10 000 m         | 30 min 35 s 93 |
| 2022 | Championnats d'Europe de cross-country | Turin      | 8e       | seniors          | 27 min 27 s    |
| 2023 | Championnats d'Europe de cross-country | Bruxelles  | 5e       | seniors          | 35 min 20 s    |

## Records
| Épreuve      | Performance    | Lieu       | Date            |
| ------------ | -------------- | ---------- | --------------- |
| 800 mètres   | 1 min 59 s 77  | Oslo       | 11 juin 2014    |
| 1 500 mètres | 4 min 03 s 73  | Londres    | 4 août 2017     |
| 3 000 mètres | 8 min 53 s 29  | Londres    | 21 juillet 2018 |
| 5 000 mètres | 15 min 34 s 82 | Manchester | 27 mai 2017     |